# (4272) Entsuji
(4272) Entsuji est un astéroïde de la ceinture principale.

## Description
(4272) Entsuji est un astéroïde de la ceinture principale. Il fut découvert le 12 mars 1977 à Kiso par Hiroki Kosai et Kiichiro Hurukawa. Il présente une orbite caractérisée par un demi-grand axe de 2,37 UA, une excentricité de 0,25 et une inclinaison de 9,3° par rapport à l'écliptique.

## Compléments